# 무인지대 (1987년 영화)
《무인지대》(영어: No Man's Land)는 미국에서 제작된 피터 워너 감독의 1987년 범죄 스릴러 드라마 영화이다. 찰리 신 등이 출연하였고, 조지프 스턴 등이 제작에 참여하였다.

## 출연진
- 찰리 신
- D. B. 스위니
- 랜디 퀘이드
- 라라 해리스
- 빌 듀크
- 알린 딘 스나이더
- M. 에밋 월시
- 조지 전자
- 페기 매케이
- 린다 셰인
- 가이 보이드
- 제니 가고
- 마이클 라일리
- 브래드 피트 (크레디트 미기재)

## 기타 제작진
- 배역: 주디스 홀스트라, 마샤 로스
- 미술: 폴 피터스
- 의상: 조디 린 틸런